# Катенануова
Катенануо̀ва (на италиански: Catenanuova, на сицилиански Catinanova, Катинанова) е град и община в южна Италия, провинция Ена, в автономен регион и остров Сицилия. Разположен е на 170 надморска височина. Населението на града е 5079 души (към 31 август 2011 г.).